# Die Klarheit
Die Klarheit war ein politisches Periodikum innerhalb und am Rande der Sozialistischen Einheitspartei Westberlins, das von 1979 bis 1980 in der Stadt erschien und abweichende Positionen zur Orientierung der Mutterpartei vertrat. Seit 1978 hatten sich innerparteilich zunehmend Oppositionelle zusammengefunden und eine Redaktion bestellt.

## Anlass
In jenen Monaten kritisierte die innerparteiliche Oppositionsgruppe an der SEW-Führung bzw. an deren Tageszeitung Die Wahrheit vor allem:
- die Billigung der Biermann-Ausbürgerung
- die Billigung der Inhaftierung von Rudolf Bahro im Juni 1978
- den Ausschluss der ebenfalls eurokommunistisch orientierten Rolf Hosfeld und Georg Haus
- die Nichtteilnahme an einer großen Anti-AKW-Demonstration in West-Berlin
- die fehlende Positionierung gegen die Nutzung von Kernenergie[2]
- die Stalin-Rezeption (Lobhudelei) anlässlich seines 100. Geburtstages in der Partei-Tageszeitung Die Wahrheit im Dezember 1978
- die Weigerung, eurokommunistische (Althusser) oder italienische (bzw. Gramsci-) Positionen zu diskutieren
- das Votum im Landeswahlausschuss 1979 gegen die Zulassung der Partei-Kandidatur der Alternative Liste für Demokratie und Umweltschutz (AL)
- die Kommentierung der Prager Prozesse 1979 gegen Dissidenten der Charta 77[3]
- die Kommentierung des Einmarsches der Sowjetunion im Dezember 1979 in Afghanistan
- im Januar 1980 die Kündigung von 80 S-Bahn-Mitarbeitern[4]

## Inhalte
Die hektografierten DIN-A5-Zeitschriften befassten sich konkret mit Vorgängen im Parteivorstand und seinen Sekretären, mit der Berichterstattung der Wahrheit sowie mit politischen Diskussionen berlinspezifisch und weltweit. (So bezahlte die Wahrheit-Redaktion für politisch korrekte Leserbriefe 15 DM Prämie.) Die Auflage betrug 500, die Hefte wurden verschenkt und verschickt. Wegen der ähnlichen Aufmachung vermutete man technische Hilfen vom Berliner Extra-Dienst.
Die Klarheit nannte konkrete Namen und Vorgänge, ohne aber „Genossen“ damit dem Verfassungsschutz auszuliefern. Bei den Kritisierten handelte es sich in der Regel um festangestellte Parteimitarbeiter, von denen immer noch ca. jeder Zehnte seinen Wohnsitz in „Berlin (Hauptstadt der DDR)“ hatte. Es handelte sich nicht um ein Theorie-Organ, wenn auch Bezüge und Sympathien zu den französischen Eurokommunisten vorgetragen wurden. Aus der Sicht des damaligen Parteivorsitzenden Horst Schmitt aber wurde Die Klarheit von Agenten des Verfassungsschutzes gesteuert.

## Personen
Kopf der ca. 60 Personen umfassenden Gruppe war der Volkswirt und Parteisekretär sowie Parteivorstand Wolfgang Gukelberger; weitere Mitstreiter waren die zuvor bis November 1979 im hauptamtlichen Parteiapparat aktiven Jürgen Elmen (Parteisekretär in Spandau), Karl Geyer (KV u. Sekretär in Charlottenburg) sowie Hannelore May (Sekretärin im PV). Es wirkten namentlich weitere Funktionsträger mit: Sylvia Gramse (PV), Manfred Günther (KV Steglitz), Angelika Kalb (Sekretärin und KV Tempelhof), Henry Kördel (PV), der sich hervorragend engagierende Volkswirt Edwin Massalsky (KV Reinickendorf), die Krankenschwester und Personalrätin Annette Schwarzenau, Andreas Hallbauer (PH), der Volkswirt Edmund Weber (KV Neukölln) und Elisabeth Wenzel (KV Spandau); ein in der „Klarheit“ aktiver Reichsbahner war Wolfram Brandt (Wohngruppe 55-Krezberg), der auch eine Rolle im „2. Berliner Reichsbahnerstreik 1980“ spielte. Die Partei-Hochschulgruppen spielten keine bedeutende Rolle. Zwar wirkten viele einfache Mitglieder aus der Pädagogischen Hochschule mit, aber nur wenige aus der FU und niemand aus der TU Berlin. Das einzige Parteimitglied, das in der konspirativen Phase seinen Namen öffentlich machte, war der presserechtlich verantwortliche Rainer Schwarzenau (KV Wedding).

## Mai 1980
Den verdeckt arbeitenden Rebellen war klar, dass sie nicht auf Dauer „im Untergrund“ würden bleiben können. Nachdem mit dem für die Klarheit verantwortlich Zeichnenden erfolgreich ein Parteiausschlussverfahren durchgeführt worden war, traten auch die meisten der Gruppenangehörigen öffentlich kollektiv aus der Partei aus, indem sie ihre Mitgliedsausweise im Parteivorstand abgaben. Sie wollten einem Ausschluss zuvorkommen, der perspektivisch einen Wiedereintritt in eine reformierte Partei unmöglich gemacht hätte. Dies erfolgte mit Erscheinen der Klarheit-Sonderausgabe vom Mai 1980, die von 26 Genossen unterzeichnet worden war. Dieser Politischen Erklärung folgte am 27. Mai 1980 eine „Öffentliche Austrittserklärung“, unterzeichnet von 25 weiteren Genossen, darunter namentlich Christoph Greski, Jürgen Jeske, Rainer Moltmann, Ursula Schmitz, Renate Schulz, Hajü Schulze und Bernhard Uhrig.

## Sicht der Mutterpartei
Am 15. Juli 1980 berichtete der Informant Karl Wildberger (Westabteilung) in Abstimmung mit Horst Schmitt dem SED-Mann Paul Verner schriftlich von einem Treffen im „Mehringhof“, bei dem vor allem Gukelberger hervortrat – neben Schwarzenau, Kördel, Gramse, Hallbauer und May. Der Bericht an Verner zeigt eine Beratung von 150 Menschen, die beabsichtigten, eine sozialistische Initiative zu gründen, und weiterhin aus der SEW mithilfe der Klarheit kritische Kräfte beeinflussen wollten. Die Westabteilung schien zufrieden mit der geringen Anzahl der eurokommunistischen Streiter und unterstellte (wie sich später zeigte, zu Recht), dass die „Taktik der Parteifeinde konfus“ sei.

## Sozialistische Initiative (SI)
Als Nachfolgeorganisation wurde die Gruppe „Sozialistische Initiative (SI)“ gegründet. Im September 1980 erschien das interne Info- und Diskussionsforum Nr. 1, im Oktober 1982 das letzte Heft mit der Nr. 16. Nach diesen zwei Jahren wurde die SI aufgelöst. Einige Mitstreiter – Günther, Massalsky, May und Schwarzenau – stiegen bei der Alternativen Liste für Demokratie und Umweltschutz (AL Berlin) ein. Obwohl die Neuen dort mit Skepsis betrachtet und von vielen dort als „Revisionisten“ beschimpft wurden, erhielt Gukelberger dort umgehend eine Angestelltenstelle. Im Übrigen nahmen diese Ex-SEWler in den Folgejahren überhaupt keinen Kontakt zu jenen West-Berliner AL-Grünen "Freunden der DDR" um Dirk Schneider auf, der später als Stasi-Spitzel enttarnt wurde.
Gukelberger hatte zuvor mit Jürgen Reents, Thomas Ebermann, Michael Stamm, Ralf Fücks, Andreas Hallbauer (heute: Die Linke), Willfried Maier, Jochen Esser und Ulrich Schreiber die Zeitschrift Moderne Zeiten (MOZ) redigiert – eine Zeitschrift, die die Eurokommunisten mit den Grün-Alternativen versöhnen sollte, sich aber nicht lange auf dem linken Periodika-Markt behaupten konnte.
Parallel arbeitete eine Gruppe ähnlichen Namens; sie nannte sich Initiative Sozialistische Politik, wirkte von Dezember 1981 bis Ende 1982, gab mehrere Infos heraus und wurde u. a. von Albert Statz organisiert, der ebenfalls zur AL ging.

## Liste derKlarheit-Ausgaben
Es erschienen sieben reguläre Hefte, darunter ein Sonderheft und dazu weitere Flugzettel. 1/1979; 1/1980; 2/1980; 3/1980; 4/1980; Sonderausgabe = 5/1980; 6/1980. Parallel gab es zu dieser Zeit nach Einstellung des Extra-Dienstes bereits Die Neue (Sozialistische Tageszeitung).

## „Die Klarheit“
Im Dezember 1980 – nach Ende der Klarheit-Gruppe – erschien ein weiteres hektografiertes 12-Seiten-DIN-A-5-Blatt namens Die Klarheit von SEW-Mitgliedern (sozusagen Trittbrettfahrern, aber durchaus im Sinn der Begründer) mit dem Absender Edwin Massalskys, von dem es aber hieß, er gehöre nicht dazu, sondern stelle nur die Adresse zur Kontaktaufnahme zur Verfügung. Das Heft gab vor, von Mitgliedern verfasst worden zu sein, die anders als die Leute von Die Klarheit unter allen Umständen in der Partei bleiben wollten, also ausschließlich die innerparteiliche Diskussion wünschten. Angeschnitten wurden dann die Themen Mindestumtausch, Reichsbahner-Streik und „Revolution?“.

## Trivia
Im Mai 1980 positionierte sich der profilierte Kritische Psychologe Klaus Holzkamp auf der „Volksuni“ indirekt gegen die Bildung von „informellen Oppositions-Grüppchen“ (gemeint waren die Klarheit-Leute) innerhalb von „fortschrittlichen Organisationen“ (gemeint war die SEW!).